# 하노이수도고위사령부

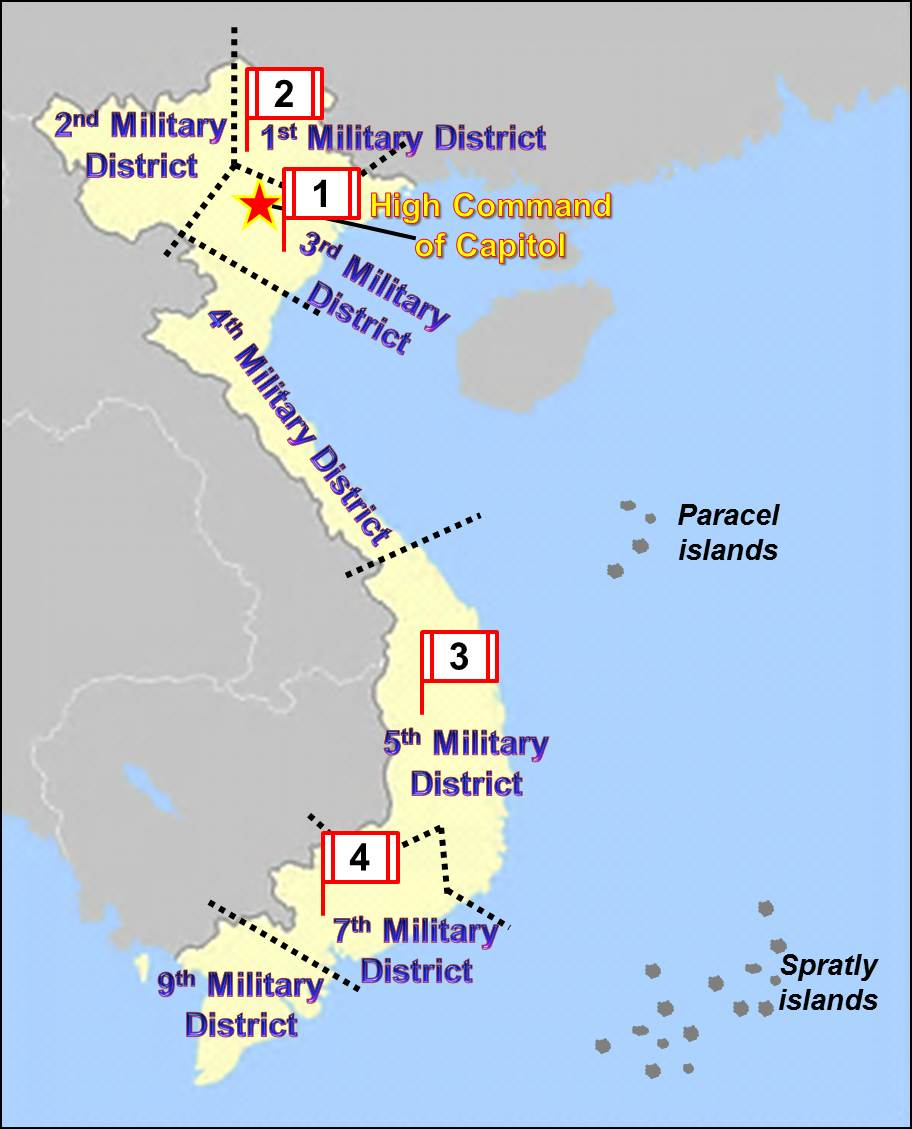
베트남의 군구를 나타낸 지도. 그림의 1번이 하노이수도고위사령부의 위치이다.

하노이 수도고위사령부(베트남어: Bộ tư lệnh Thủ đô Hà Nội)는 베트남의 수도 하노이시를 관할하는 베트남 인민군의 군관구 중 하나이다.
베트남의 군관구는 하노이수도고위사령부 외에 제1군구, 제2군구, 제3군구, 제4군구, 제5군구, 제6군구, 제7군구, 제8군구가 있다.